# Anomala ghindana
Anomala ghindana är en skalbaggsart som beskrevs av Ohaus 1938. Anomala ghindana ingår i släktet Anomala och familjen Rutelidae. Inga underarter finns listade i Catalogue of Life.